# العلاقات التركية الليبيرية
العلاقات التركية الليبيرية هي العلاقات الثنائية التي تجمع بين تركيا وليبيريا.

## مقارنة بين البلدين
هذه مقارنة عامة ومرجعية للدولتين:
| وجه المقارنة                                              | تركيا         | ليبيريا      |
| --------------------------------------------------------- | ------------- | ------------ |
| المساحة (كم2)                                             | 783.56 ألف    | 111.37 ألف   |
| عدد السكان (نسمة)                                         | 80.14 مليون   | 4.73 مليون   |
| الكثافة السكانية (ن./كم²)                                 | 102.28        | 42.47        |
| العاصمة                                                   | أنقرة         | مونروفيا     |
| اللغة الرسمية                                             | اللغة التركية | لغة إنجليزية |
| العملة                                                    | ليرة تركية    | دولار ليبيري |
| الناتج المحلي الإجمالي (بليون دولار)                      | 851.10 مليار  | 2.16 مليار   |
| الناتج المحلي الإجمالي (تعادل القوة الشرائية) بليون دولار | 1.57 تريليون  | 3.76 مليار   |
| الناتج المحلي الإجمالي الاسمي للفرد دولار أمريكي          | 9.12 ألف      | 455          |
| الناتج المحلي الإجمالي للفرد دولار أمريكي                 | 19.79 ألف     | 842          |
| مؤشر التنمية البشرية                                      | 0.761         | 0.430        |
| رمز المكالمات الدولي                                      | +90           | +231         |
| رمز الإنترنت                                              | .tr           | .lr          |
| المنطقة الزمنية                                           | ت ع م+03:00   | 00           |

## منظمات دولية مشتركة
يشترك البلدان في عضوية مجموعة من المنظمات الدولية، منها:
| علم المنظمة | اسم المنظمة                               | تاريخ انضمام تركيا | تاريخ انضمام ليبيريا |
| ----------- | ----------------------------------------- | ------------------ | -------------------- |
|             | مؤسسة التنمية الدولية                     | 22 ديسمبر 1960     | 28 مارس 1962         |
|             | البنك الإفريقي للتنمية                    | ?                  | ?                    |
|             | مؤسسة التمويل الدولية                     | 19 ديسمبر 1956     | 28 مارس 1962         |
|             | منظمة حظر الأسلحة الكيميائية              | ?                  | ?                    |
|             | الأمم المتحدة                             | 24 أكتوبر 1945     | 2 نوفمبر 1945        |
|             | الاتحاد الدولي للاتصالات                  | 1866               | 10 أكتوبر 1927       |
|             | منظمة الشرطة الجنائية الدولية             | ?                  | ?                    |
|             | البنك الدولي للإنشاء والتعمير             | 11 مارس 1947       | 28 مارس 1962         |
|             | الاتحاد البريدي العالمي                   | ?                  | ?                    |
|             | المركز الدولي لتسوية المنازعات الاستشارية | 2 أبريل 1989       | 16 يوليو 1970        |
|             | وكالة ضمان الاستثمار متعدد الأطراف        | 3 يونيو 1988       | 12 أبريل 2007        |
|             | يونسكو                                    | 4 نوفمبر 1946      | 6 مارس 1947          |

## وصلات خارجية
- موقع وزارة الخارجية التركية
- موقع وزارة الخارجية الليبيرية